# Thomas Richard Kämmerer
Thomas Richard Kämmerer (* 27. Juni 1962 in Göttingen) ist ein deutscher Altorientalist, Verleger und Genealoge.

## Herkunft, Jugend und Bildung
Thomas Richard Kämmerer wurde am 27. Juni 1962 in Göttingen als erster Sohn von Heinz Peter Kämmerer und dessen Ehefrau Anna Katharina Irmgard, geb. Schnitzerling geboren. Er besuchte bis 1974 in Göttingen das Max-Planck-Gymnasium und schließlich bis zum Abitur 1983 das Graf-Adolf-Gymnasium in Tecklenburg und zusätzlich das Paulinum in Münster.

## Studium
Er studierte Altorientalische Philologie, Vorderasiatische Altertumskunde, Philosophie und Theologie an den Universitäten Münster, Bochum und München. 1996 wurde er an der Universität Münster promoviert.

## Tätigkeit
Nach einer Tätigkeit als außerordentlicher Professor an der Universität Tartu, Estland, übernahm er 2003 den dort neu gegründeten Lehrstuhl für Altorientalische Sprachen und Kulturen. Er gründete 2007 die Baltische Abteilung der Fondazione Mediterraneo, Neapel, in Tartu. Von 2004 bis 2013 war er Vorsitzender des estnischen Netzwerkes der Anna-Lindh-Stiftung, Alexandria und sonderbeauftragter Botschafter der Republik Estland für die kulturelle Zusammenarbeit mit der Mittelmeerunion. Zugleich war er Mitglied des Beirates des Schwedischen Institutes in Alexandria, Ägypten.
Von 2009 bis 2023 gab er die Acta Antiqua Mediterranea et Orientalia (AAMO) in der Reihe AOAT heraus. Der erste Band erschien in der Reihe Beihefte zur Zeitschrift für die alttestamentliche Wissenschaft. Im Herbst 2009 gründete er zusammen mit Kollegen der Universität Münster und der Universität Helsinki an der Universität Tartu das „Research Center for Ancient Near-Eastern and Mediterranean Studies“ (CAMC), dessen Vorstandsmitglied er ist.
Am 2. Juli 2012 übernahm er die Rechte am Ugarit-Verlag, die er seitdem zusammen mit Manfried Dietrich und Oswald Loretz (1928–2014) als selbständigen, unabhängigen und inhabergeführten Fachverlag für ost-mediterrane Altertumskunde fortführt.
Seit 2020 stellt der Ugarit-Verlag Kopien der umfangreichen und einzigartigen Photo-Sammlung von Keilschrifttafeln aus Ugarit zur Verfügung, die ab 2025 hybrid als Sonderausgaben der Reihe AOAT und in Form einer Datenbank veröffentlicht werden sollen.
Im Herbst 2022 wurde der internationale „Ugarit-Award for scientific excellence“ geschaffen, dessen erster Preis 2024 an Frau Dr. Elena Mahlich für ihre Studie "Ägyptische Wörter und Namen in altorientalischen Sprachen" (AOAT 449) "vergeben wurde.
Zusätzlich zu dem derzeitigen Angebot wissenschaftlicher Publikationen sollen ab Herbst 2025 unter dem Label „Ugarit-Tours“ geführte Verlagsreisen angeboten werden.
Im Herbst 2024 konnte die Lippertsche Buchhandlung & Hallesches Antiquariat GmbH in Halle a.d.S. als Kooperationspartner hinzugewonnen werden.
Am 6. Februar 2025 wurde die Firma Lippertsche Verlagsbuchhandlung & Hallesches Antiquariat mit Sitz in 49545 Tecklenburg gegründet (HRA 9398), die die Tradition der Firma Lippertsche Buchhandlung & Hallesches Antiquariat GmbH fortführt.

## Auszeichnungen
- 2005: EuroMed Award durch die Fondazione Mediterraneo, Neapel

## Familienwappen

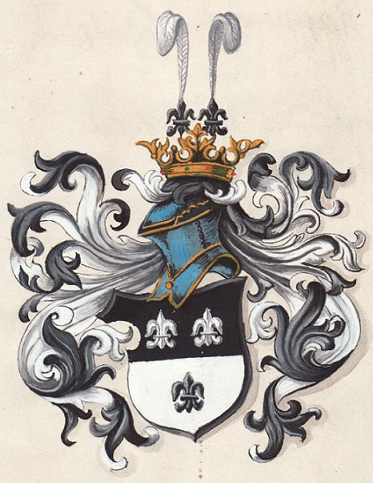
Wappen

Der Schild ist von Schwarz über Silber geteilt darin oben zwei unten eine Lilie mit wechselnder Tinktur. Auf dem gekrönten Helm mit schwarz-silbernen Helmdecken, eine schwarze und eine silberne Lilie, jede oben mit einer Straußenfeder verwechselter Farbe besteckt.
Die ältesten wenigen, noch vorhandenen Siegel zeigen entweder ein Schild mit drei Lilien 1:2 oder den Kübelhelm mit zwei Lilien.

## Schriften
(Auswahl)
- Šimâ milka. Induktion und Reception der mittelbabylonischen Dichtung von Ugarit, Emar und Tell el-Amarna (= Alter Orient und Altes Testament. Bd. 251). Ugarit, Münster 1998, ISBN 3-927120-47-2 (Dissertation, Universität Münster, 1996).
- (mit Dirk Schwiderski) Deutsch-akkadisches Wörterbuch (= Alter Orient und Altes Testament. Bd. 255). Ugarit-Verlag, Münster 1998, ISBN 3-927120-66-9.
- (mit Kai Metzler) Das babylonische Weltschöpfungsepos Enūma elîš (= Alter Orient und Altes Testament. Bd. 375). Ugarit-Verlag, Münster 2012, ISBN 978-3-86835-036-4.
- Kultisch-politische Beziehungen zwischen den Euphrat aufwärts gelegenen Kultorten Mari, Terqa, Tuttul, Emar und Aleppo dargestellt als wechselseitiges Spannungsfeld. Alter Orient und Altes Testament 390 (3), 9–20, Münster 2014.
- Stadtgründung und Stadtplanung. Mythos und Realität im altorientalischen Altertum. Alter Orient und Altes Testament 390 (2), 139–148, Münster 2014.
- Lill, A.; Kôiv, M.; Funke, P.; Neumann, H.; Kämmerer, T.R. (Eds.) (2011). Identities and Societies in the Ancient East-Mediterranean Regions: Comparative approaches. Alter Orient und Altes Testament 390 (1), Münster 2011.
- Zur Begründung der Missachtung der ‚Weisen Ordnung‘ im Keret-Epos. Cuneiform Monographs (126–134) BRILL Academic Publishers 2010.
- Religiöse Identität einer antiken Glaubensgemeinschaft, aufgezeigt am babylonischen Enūma eliš Epos. Alter Orient und Altes Testament (66–80). Münster 2010.
- Zum magischen Umgang der Babylonier und Assyrer mit urtümlichen Bildern. Folia Orientalia, 123–135. Krakau 2007. Infektionskrankheiten: keilschriftliche Überlieferung und molekularbiologische Bewertung. Studien zu Ritual und Sozialgeschichte im Alten Orient / Studies on Ritual and Society in the Ancient Near East (133–145). Walter de Gruyter & Co. (Beihefte zur Zeitschrift für die alttestamentliche Wissenschaft 374). Berlin 2007.